# محوطه بنه حیدر
محوطه بنه حیدر مربوط به دوره اشکانیان - سده‌های میانه دوران‌های تاریخی پس از اسلام است و در شهرستان مسجد سلیمان، بخش اندیکا، دهستان قلعه خواجه، ۲ کیلومتری جنوب روستای گلالک واقع شده و این اثر در تاریخ ۲۶ اسفند ۱۳۸۷ با شمارهٔ ثبت ۲۵۹۶۷ به‌عنوان یکی از آثار ملی ایران به ثبت رسیده است.